# Tebaldi
I Tebaldi erano una famiglia di origine germanica stabilitasi in Italia nell'VIII secolo. Durante le predicazioni di San Bonifacio (che poi sarà vescovo di Magonza) molte famiglie germaniche andarono a Roma, dove furono battezzate da papa Gregorio II e poi si stabilirono in diverse località italiane. Una di esse è la famiglia Tebaldi che si stabilisce a Roma. Tebaldo Tebaldi fu nominato cavaliere da Carlo Magno intorno all'anno 800. Da questi Tebaldi discendono i Tebaldi della Vitella che si stabilirono a Firenze e poi cambiarono nome in da Filicaja.
Nel 1404 il conte Colella (Cola) Tebaldi fu mandato dal re di Napoli Ladislao delegato reale a Cefalonia per ristabilire l'ordine. A Cefalonia, dunque, si stabilì un'ulteriore branca della famiglia Tebaldi, prendendo l'ortografia greca di Typaldos. Il ramo greco della famiglia Tebaldi è tuttora molto grande e distribuito tra la Grecia, gli Stati Uniti e Panama.